# Johann Christoph von Naumann
Johann Christoph von Naumann (30 marca 1664 w Dreźnie - 8 stycznia 1742 tamże) – saski architekt, fortyfikator, wojskowy, urbanista. Założyciel i pierwszy dyrektor Saskiego Urzędu Budowlanego w Warszawie.

## Życiorys
Naumann przeszedł szkolenie w zakresie artylerii i budowy fortyfikacji w Dreźnie. W latach 1684-85 odbył podróż edukacyjną po Danii, Szwecji, Holandii i Anglii w otoczeniu księcia elektora saskiego Jana Jerzego IV Wettyna.
W 1686 roku walczył po stronie Habsburgów jako ochotnik w randze kapitana pod dowództwem księcia Karola Lotaryńskiego podczas szturmu tureckiej twierdzy Buda (Ofen) i był jednym z pierwszych, którzy wdarli się do twierdzy. W 1688 roku brał udział w szturmie Belgradu, a następnie w oblężeniu Moguncji i Namuru. W 1699 roku był członkiem delegacji cesarskiej podczas negocjacji traktatu pokojowego z Turkami w Karłowicach. Sporządził mapę wynegocjowanych granic, a następnie pełnił funkcję cesarskiego inżyniera granicznego, którego zadaniem było zburzenie ufortyfikowanych pozycji nad rzeką Maros i budowa nowych fortyfikacji.
W 1704 roku Naumann opuścił służbę Habsburgów jako inżynier major i wstąpił do służby elektora saskiego i króla Polski Augusta II Mocnego. W 1705 roku został inspektorem saskich twierdz. W 1705 roku został dyrektorem miejskiego systemu oświetlenia Drezna, który zbudował. W 1706 roku walczył zwycięsko w bitwie pod Kaliszem jako kwatermistrz generalny Augusta Mocnego przeciwko szwedzkiemu generałowi Mardefeldowi. 
Równolegle ze służbą wojskową Naumann kontynuował samokształcenie w zakresie architektury cywilnej. W 1707 roku odbył kolejną podróż studyjną do Holandii, Anglii i Włoch.W 1708 roku walczył pod dowództwem księcia Marlborough i księcia Eugeniusza w bitwie pod Oudenaarde. Zreorganizował saski system artylerii i fortyfikacji. 
W 1710 roku został pierwszym dyrektorem (baudirector) Saskiego Urzędu Budowlanego w Warszawie (Das Königliche Bauamt in Warschau). Od 1711 roku był dyrektorem Generalnej Dyrekcji Budownictwa Akcyzowego, którą założył. W 1714 roku został podpułkownikiem, a w 1724 roku pułkownikiem korpusu inżynieryjnego. 
Naumann pełnił funkcję architekta nadwornego (Cammer-Dessineur) aż do śmierci Augusta Mocnego w 1733 roku. Wraz z Matthäusem Danielem Pöppelmannem zaprojektował Oś Saską w Warszawie. Pełniąc tę funkcję, zorganizował w Polsce w 1710 roku królewski system budowlany, który w 1715 roku przejął jego szwagier, Joachim Daniel von Jauch. W 1715 roku wyjechał do Saksonii. W 1730 roku brał udział w manewrach w Zeithain w sztabie księcia elektora. Johann Christoph von Naumann sprawował nadzór nad projektami budownictwa, na które miały być wykorzystywane państwowe dotacje. Jest uważany za założyciela nowoczesnego nadzoru budowlanego w Saksonii. Wydał liczne przepisy przeciwpożarowe, aby powstrzymać częste pożary miast. Naumanna uważa się za współtwórcę baroku drezdeńskiego.  

## Publikacje
- Discurs von einer neuen Manier in der Circular-Fortification (Rozprawa o nowym sposobie fortyfikacji okrężnej) 1706.

- Vorstellung des Jagt-Palaies Hubertusburg, Welches nach Königlicher Majest. von Pohlen und Churfürstl. Durchl. zu Sachsen entwurff, vor Ihro Hoheit Dero Königl. Prinzen aufgeführet worden (Prezentacja Pałacu Myśliwskiego Hubertusburg, który został zaprojektowany zgodnie z Jego Królewską Mością Polski i Elektorską Wysokością Saksonii i wzniesiony przed Jego Królewską Wysokością Księciem). Drezno 1727.

- Architectura Practica, oder: Die würckliche und tüchtige Bau-Kunst, so wohl bey Palatiis, als auch Bürgerlichen Häusern (Architectura Practica, czyli: Prawdziwa i efektywna sztuka budowania, zarówno w pałacach, jak i w domach miejskich), Budziszyn 1736

## Realizacje
1705 - Budowa oświetlenia miasta Drezna
1707 - Projekt ogrodu przypominającego park Rosental w Lipsku
1713 - Projekt ogrodu Pałacu Saskiego w Warszawie
1715–1718 - Budowa barokowej wieży na Reichenturm w Budziszynie
1721–1733 - Pałac Hubertusburg w Wermsdorf - pierwsza część (później przebudowana) myśliwskiego pałacu w pobliżu Oschatz, w tamtym czasie największego budynku wiejskiego w Saksonii. 
1724–1725 - Dom Bortenreuthera w Schneebergu
1728 - Pałac Teschen, obecnie Pałac Marcolini w Dreźnie
1729–1732 - Przebudowa ratusza w Budziszynie
1736–1741 - Dom Siegerta w Chemnitz
1738 - Odbudowa spalonego ratusza w Lommatzsch
1751 - Ratusz w Annabergu (pośmiertnie, w uproszczonej formie na podstawie planów Naumanna)

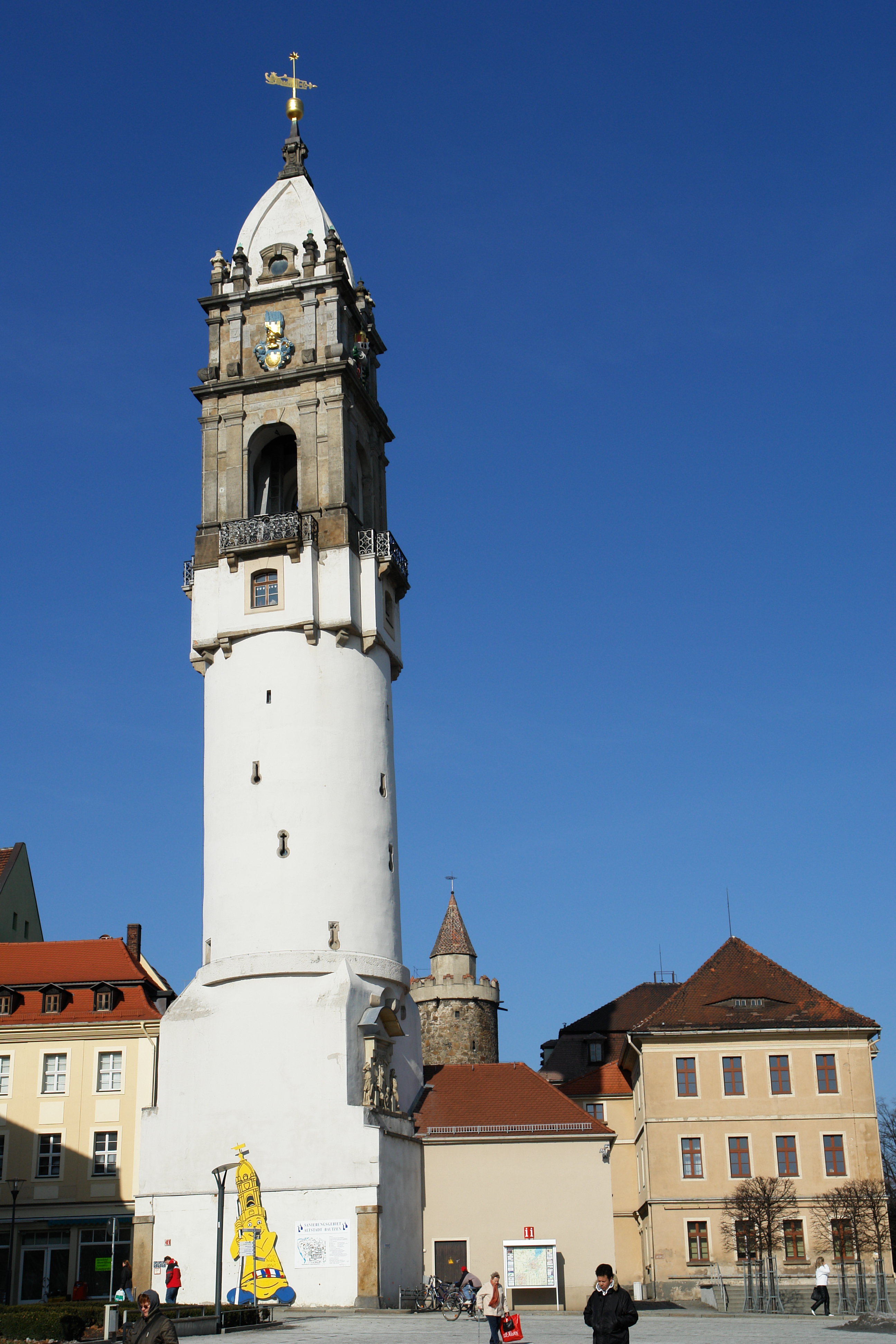
Reichenturm w Budziszynie
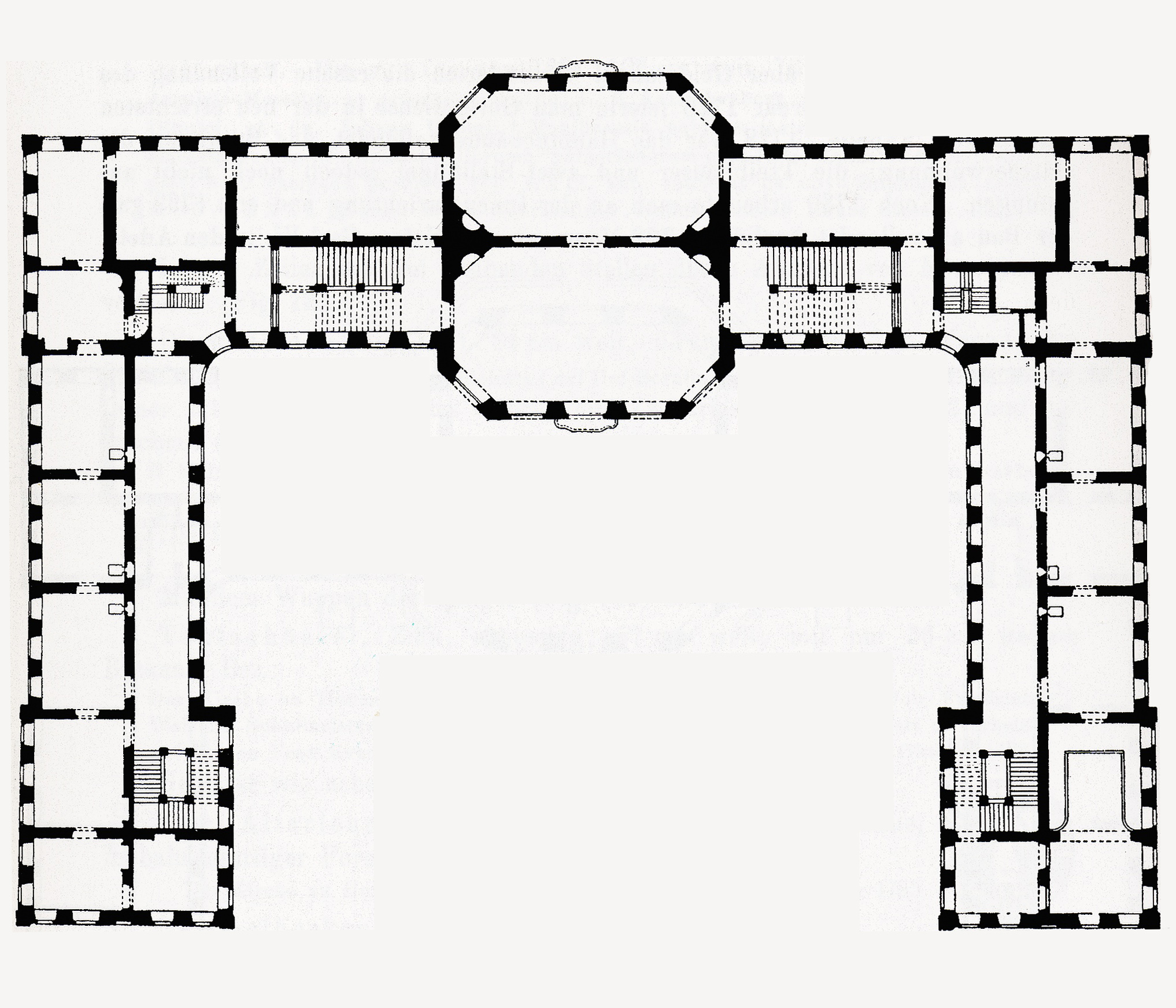
Plan pałacu Hubertusburg przed przebudową
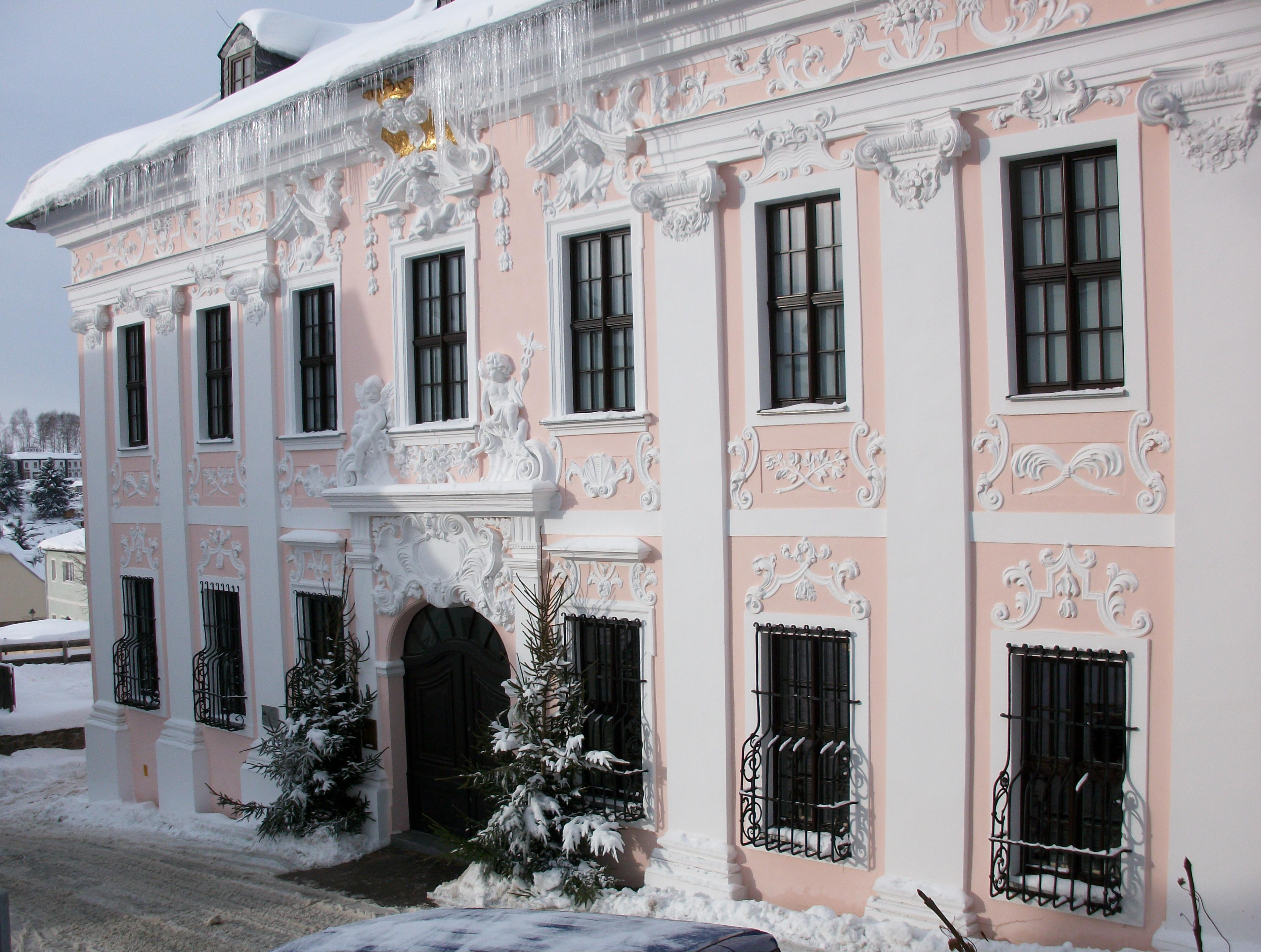
Bortenreuther Haus w Schneeberg
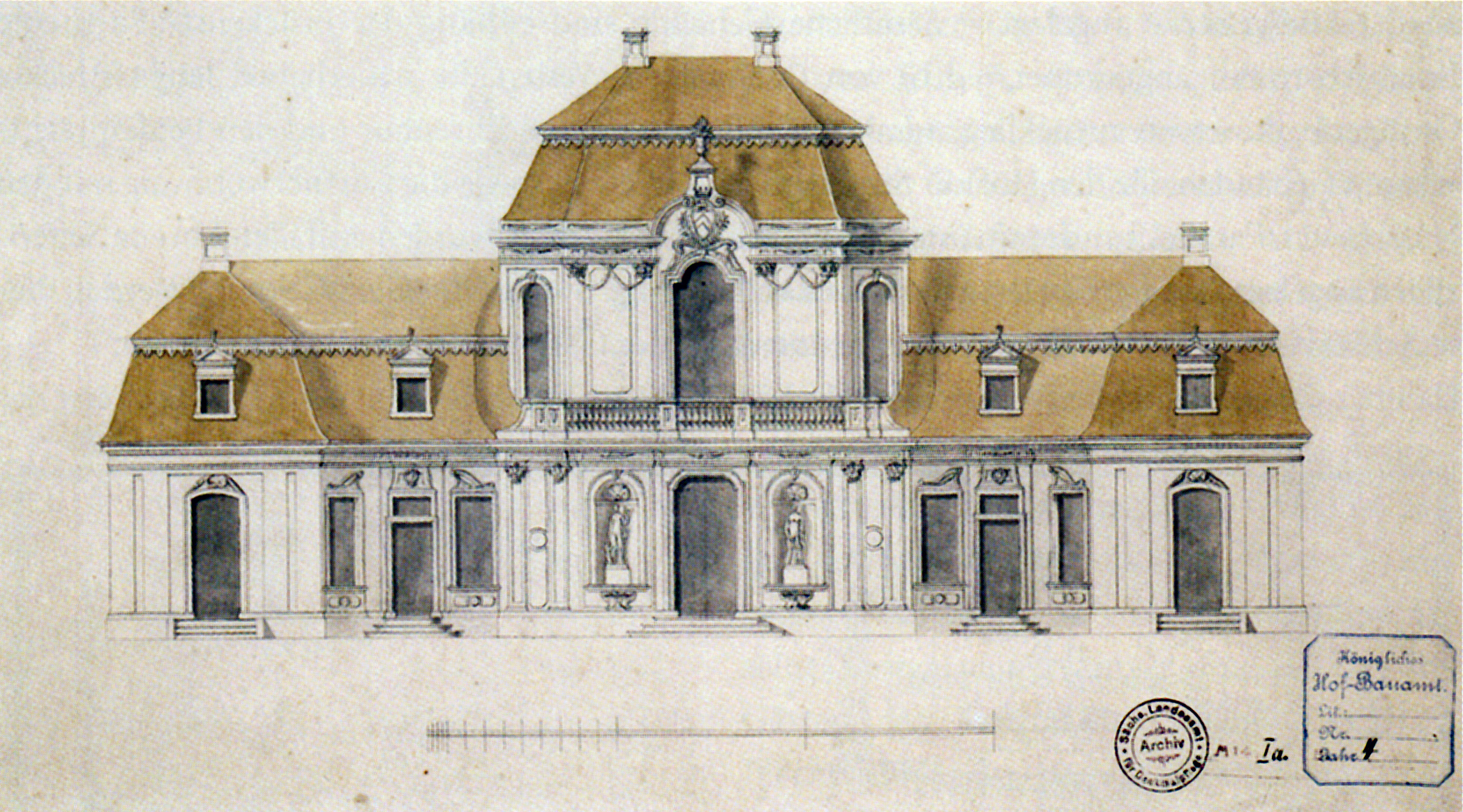
Pałac Marcolini w Dreźnie
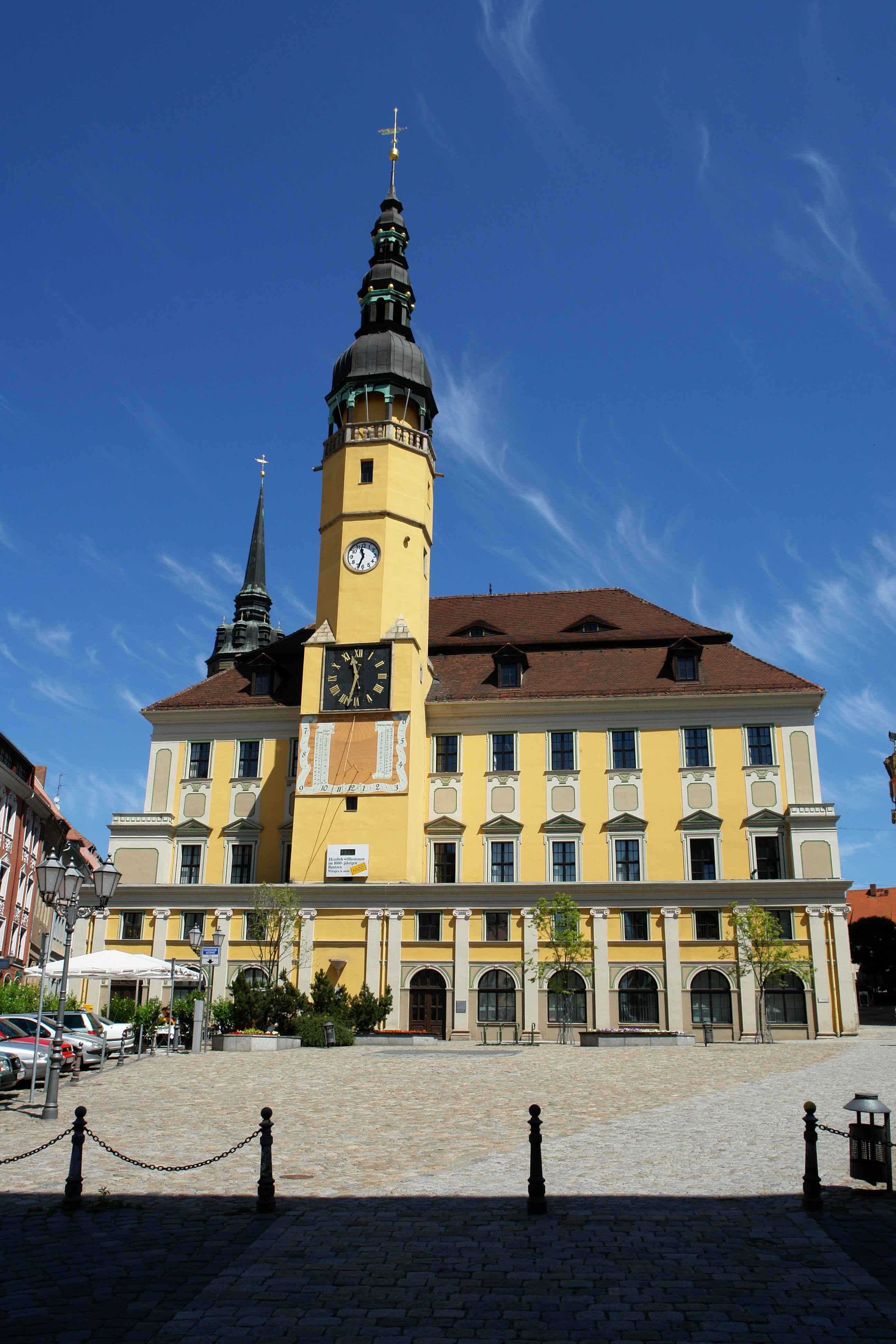
Ratusz w Budziszynie
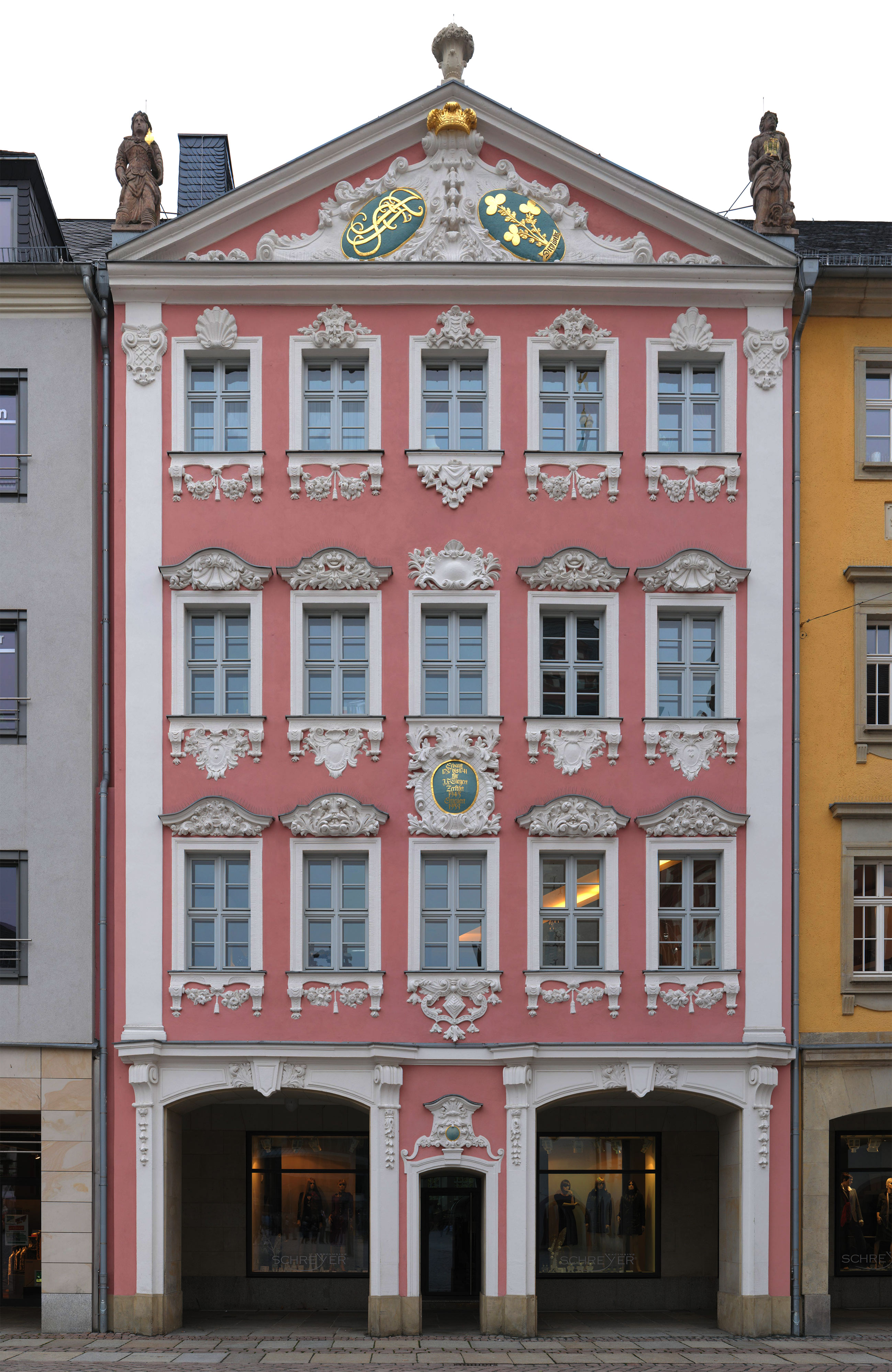
Siegertsches Haus na rynku w Chemnitz